# Ганюшин, Пётр Михайлович
Пётр Михайлович Ганюшин (1919—1943) — лейтенант Рабоче-крестьянской Красной Армии, участник Великой Отечественной войны, Герой Советского Союза (1943).

## Биография
Пётр Ганюшин родился в 1919 году в селе Горки (ныне — Сергиевский район Самарской области) в рабочей семье. Окончил педагогический институт. В 1942 году Ганюшин был призван на службу в Рабоче-крестьянскую Красную Армию. Окончил ускоренный курс Пензенского артиллерийского училища. С июля 1943 года — на фронтах Великой Отечественной войны, в звании лейтенанта командовал взводом 106-го отдельного истребительно-противотанкового дивизиона 23-й стрелковой дивизии 47-й армии Воронежского фронта. Отличился во время битвы за Днепр.
2 октября 1943 года в ходе боёв за плацдарм на западном берегу Днепра в районе села Студенец Каневского района Черкасской области Украинской ССР, отражая немецкие контратаки, взвод Ганюшина уничтожил 2 вражеских артиллерийских орудия, миномёт и около взвода солдат и офицеров противника. Переместив орудие на запасную огневую позицию, Ганюшин во время очередной контратаки нанёс противнику большой урон. В том бою он погиб. Похоронен в селе Бобрица того же района.
Указом Президиума Верховного Совета СССР от 24 декабря 1943 года за «мужество, отвагу и героизм, проявленные в борьбе с немецкими захватчиками» лейтенант Пётр Ганюшин посмертно был удостоен высокого звания Героя Советского Союза. Также был награждён орденом Ленина.